# Espacios naturales de la provincia de Guadalajara

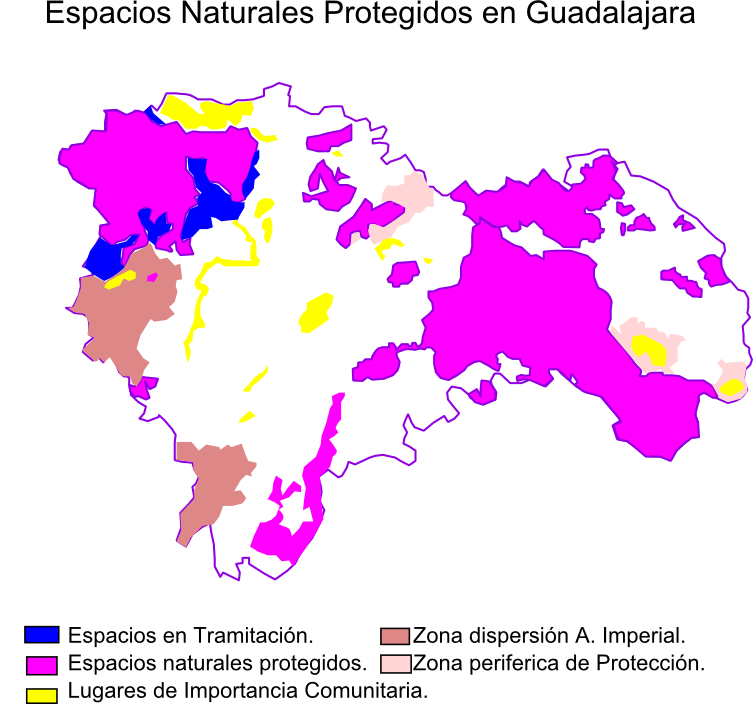
Espacios naturales protegidos.

La provincia de Guadalajara, dada su amplia y variada realidad geográfica, reúne en su territorio diversas condiciones climáticas, ya que se localiza en la zona de transición entre el clima atlántico y el mediterráneo, que propicia el desarrollo de comunidades vegetales muy dispares (301.360 ha de masa arbolada, un 24,7% de la superficie provincial), que conforman ricos y variados ecosistemas donde la fauna es abundante y variada. Esta variedad y abundancia de ecosistemas bien conservados, favorecido por la despoblación sistemática, ha permitido la creación de una red de espacios naturales bajo varias formas de protección que se localizan por toda la provincia.

## Espacios protegidos

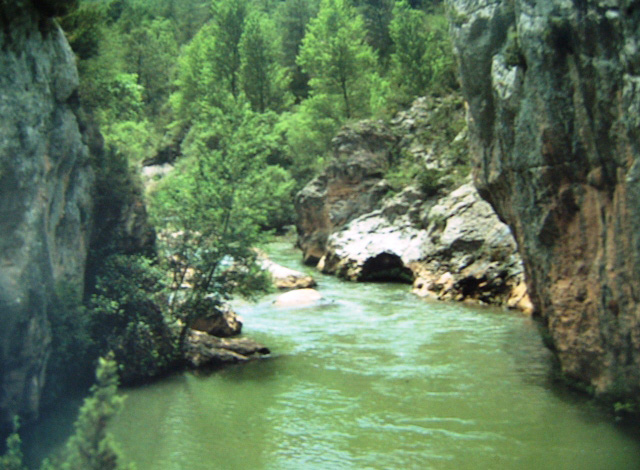
Parque natural del Alto Tajo.

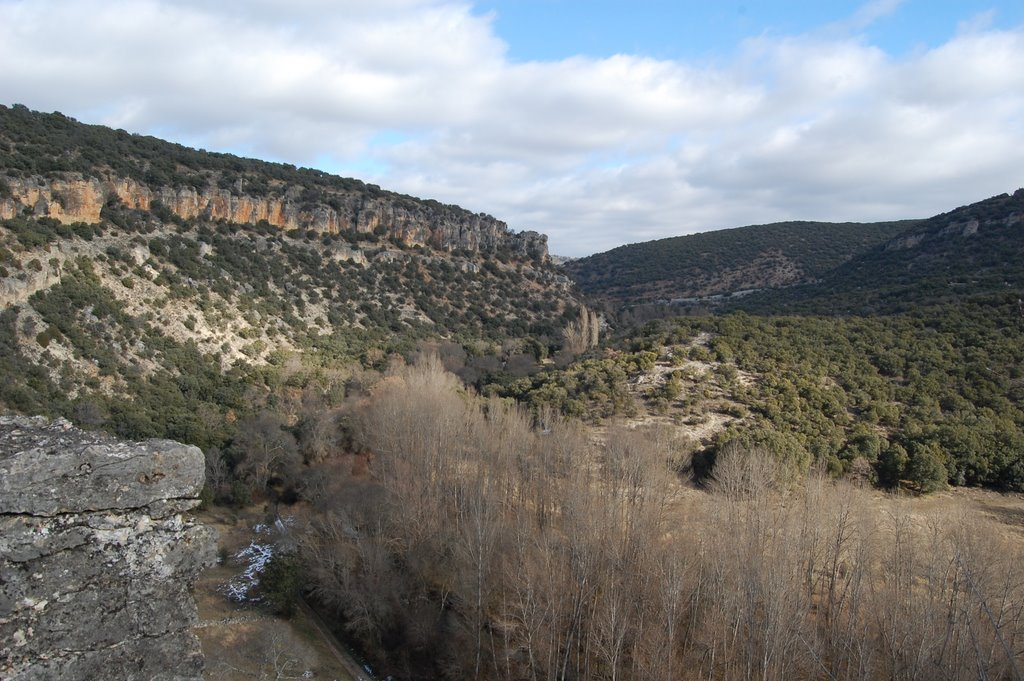
Cañón del río Dulce.

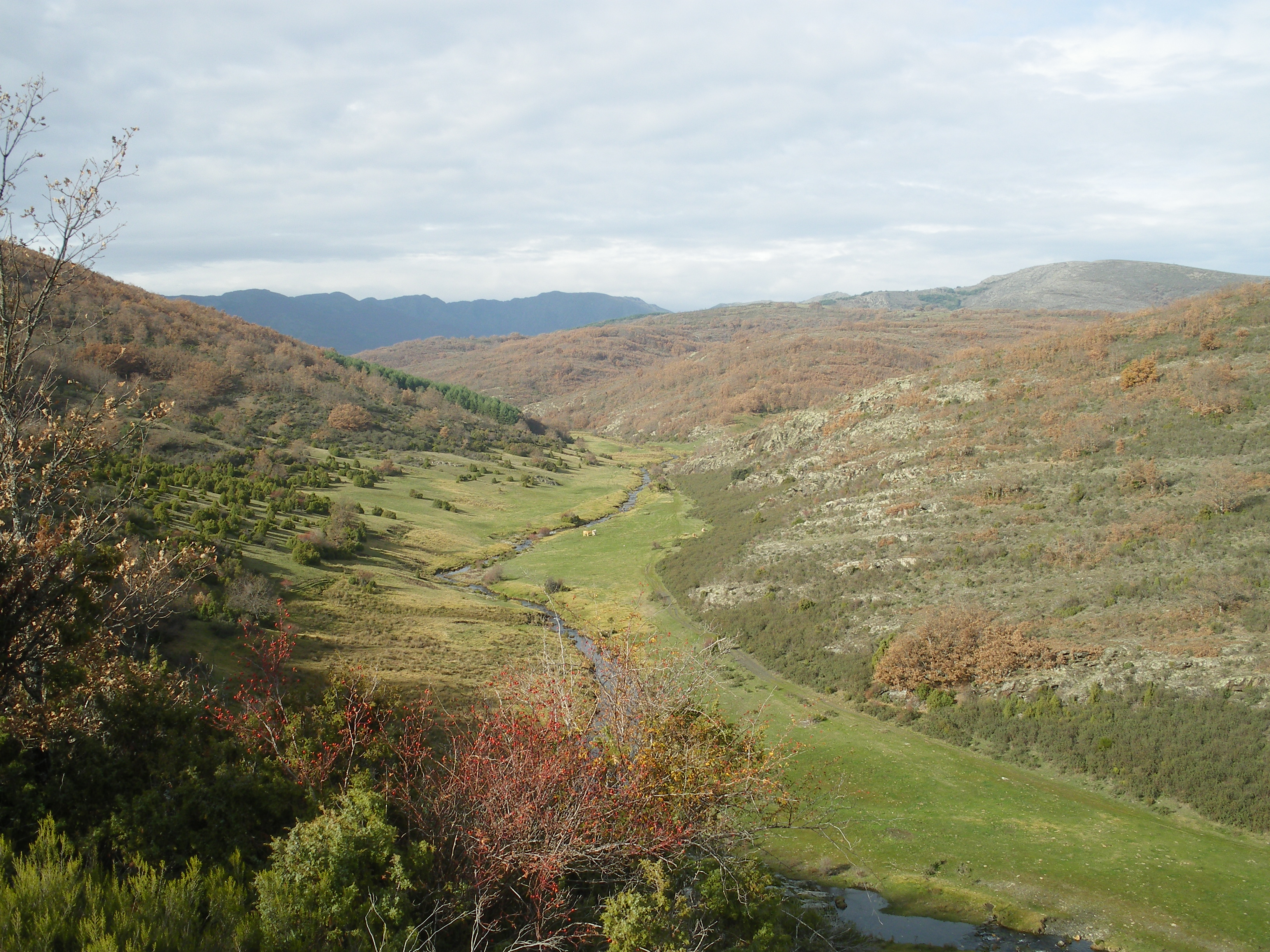
Hayedo de Tejera Negra (Parque natural de la Sierra Norte).

La comunidad de Castilla-La Mancha, ha creado en la provincia, una red de espacios naturales protegidos, que según su importancia se denominan de diversas maneras y con variados grados de protección.

### Parques naturales
Los parques naturales son áreas, poco transformadas por la ocupación o explotación humana, que en razón a la belleza de su paisaje, la representatividad de sus ecosistemas o la singularidad de su flora y fauna o de sus formaciones geomorfológicas, poseen unos valores ecológicos, estéticos, educativos y científicos que merecen una conservación preferente.
En los parques naturales se podrán limitar el aprovechamiento de los recursos naturales, y se facilitara la entrada de visitantes. En la provincia de Guadalajara, la comunidad autónoma ha declarado tres parques naturales.
| FIGURA         | NOMBRE ÁREA                 | SUPERFICIE PROVINCIA (ha) | SUPERFICIE TOTAL (ha) |
| -------------- | --------------------------- | ------------------------- | --------------------- |
| Parque natural | Alto Tajo                   | 97.834,56                 | 105.721,00            |
| Parque natural | Barranco del Río Dulce      | 8.347,95                  | 8.481,00              |
| Parque natural | Sierra norte de Guadalajara | 117.898                   | 117.898               |

### Reservas naturales

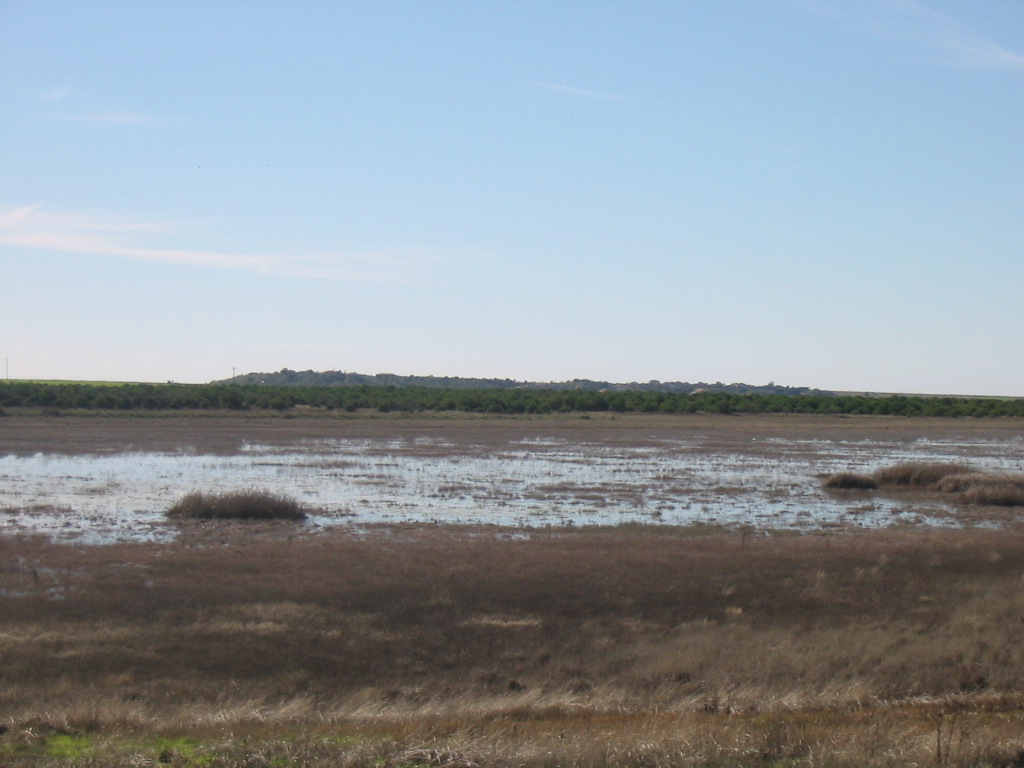
Vista de las Lagunas de Puebla de Beleña.

Las reservas naturales son espacios, que tienen la finalidad de la protección de ecosistemas, comunidades o elementos biológicos que por su rareza, fragilidad, importancia o singularidad merecen una valoración especial.
En el interior de los parques naturales, se limita la explotación de recursos, salvo en aquellos casos en que la explotación sea compatible con la conservación. Con carácter general está prohibida la recolección de material biológico o geológico, salvo para investigación o razones educativas.
| FIGURA          | NOMBRE ÁREA                 | SUPERFICIE PROVINCIA (ha) | SUPERFICIE TOTAL (ha) |
| --------------- | --------------------------- | ------------------------- | --------------------- |
| Reserva Natural | Lagunas de Puebla de Beleña | 192,45                    | 191,00                |

Para la declaración de los Parques y reservas, la ley exige la elaboración y aprobación del Plan de Ordenación de los Recursos Naturales (PORN), de la zona, aunque excepcionalmente se podrán declarar, sin la previa aprobación del Plan, cuando existan razones que lo puedan justificar, tramitándose en el plazo de un año a partir de la de la declaración de Parque.
Las reservas naturales son espacios, que tienen la finalidad de la protección de ecosistemas, comunidades o elementos biológicos que por su rareza, fragilidad, importancia o singularidad merecen una valoración especial.
En el interior de los parques naturales, se limita la explotación de recursos, salvo en aquellos casos en que la explotación sea compatible con la conservación. Con carácter general está prohibida la recolección de material biológico o geológico, salvo para investigación o razones educativas.

### Monumentos naturales

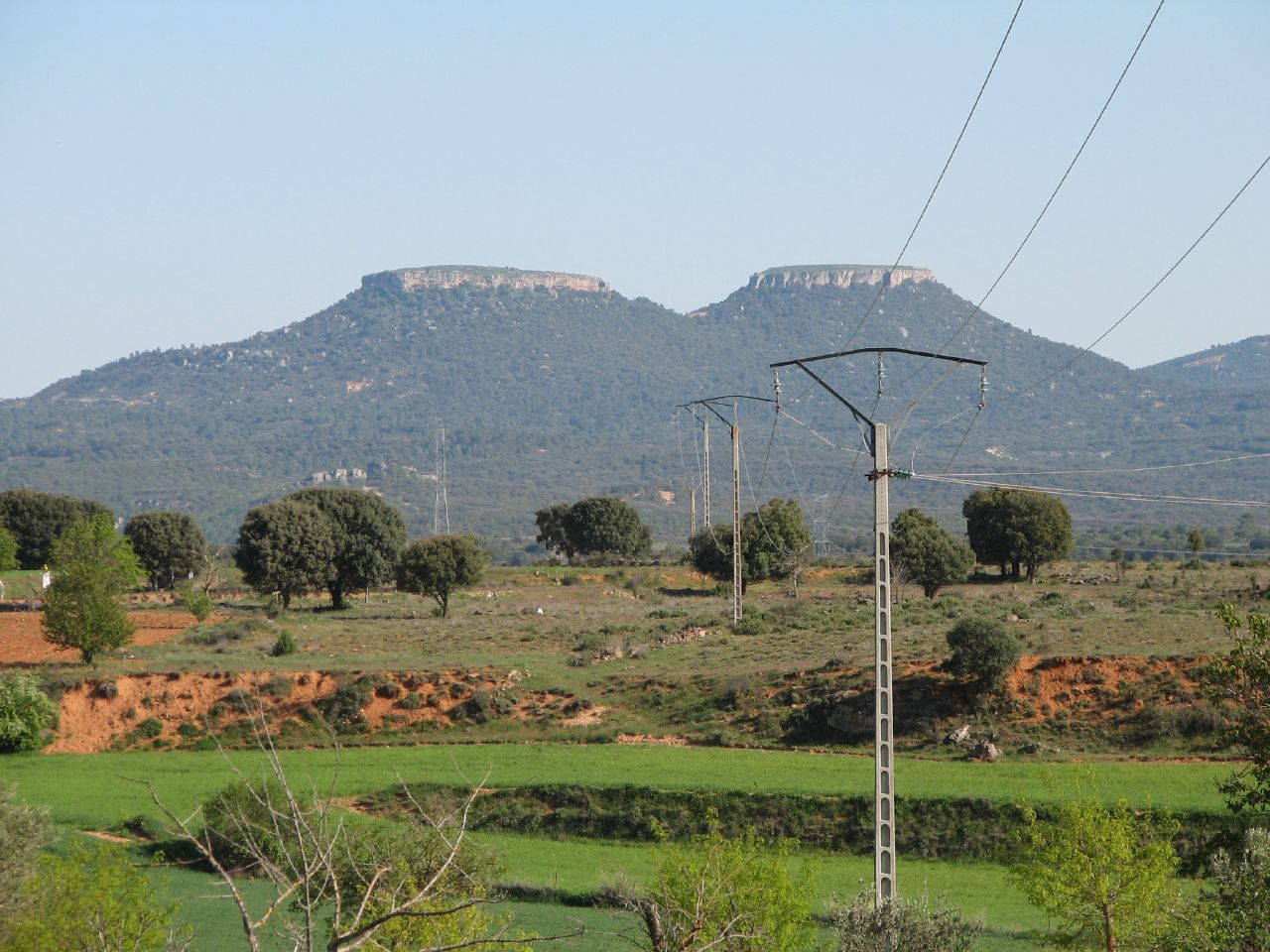
Tetas de Viana.

Los Monumentos naturales son espacios o elementos de la naturaleza de notoria singularidad, rareza o belleza. Se consideran también las formaciones geológicas, los yacimientos paleontológicos y demás elementos que reúnan un ínteres especial por la singularidad o importancia de sus valores científicos, culturales o paisajísticos.
| FIGURA            | NOMBRE ÁREA                          | SUPERFICIE PROVINCIA (ha) | SUPERFICIE TOTAL (ha) |
| ----------------- | ------------------------------------ | ------------------------- | --------------------- |
| Monumento Natural | Sierra de Pela y Laguna de Somolinos | 789,86                    | 790,00                |
| Monumento Natural | Serrezuela de Valsalobre             | 10,37                     | 734,50                |
| Monumento Natural | Sierra de Caldereros                 | 2.384,92                  | 2.368,04              |
| Monumento Natural | Tetas de Viana                       | 115,63                    | 115,63                |

### Reserva fluvial
Las reservas fluviales, son aquellos espacios naturales de carácter lineal que contienen ecosistemas dependientes de ríos o arroyos, de régimen permanente o estacional, que es necesario proteger por el grado de conservación, la singularidad o la importancia global de su biocenosis o por la presencia notable de especies de fauna o flora amenazada o de hábitat raros.
La recolección de material biológico o geológico, está prohibida de forma general.
| FIGURA          | NOMBRE ÁREA                                             | SUPERFICIE PROVINCIA (ha) | SUPERFICIE TOTAL (ha) |
| --------------- | ------------------------------------------------------- | ------------------------- | --------------------- |
| Reserva Fluvial | Río Pelagallinas                                        | 362,28                    | 362,28                |
| Reserva Fluvial | Sotos del Tajo en Zorita de los Canes, Pastrana y Yebra | 121,31                    | 121,31                |

### Microrreserva

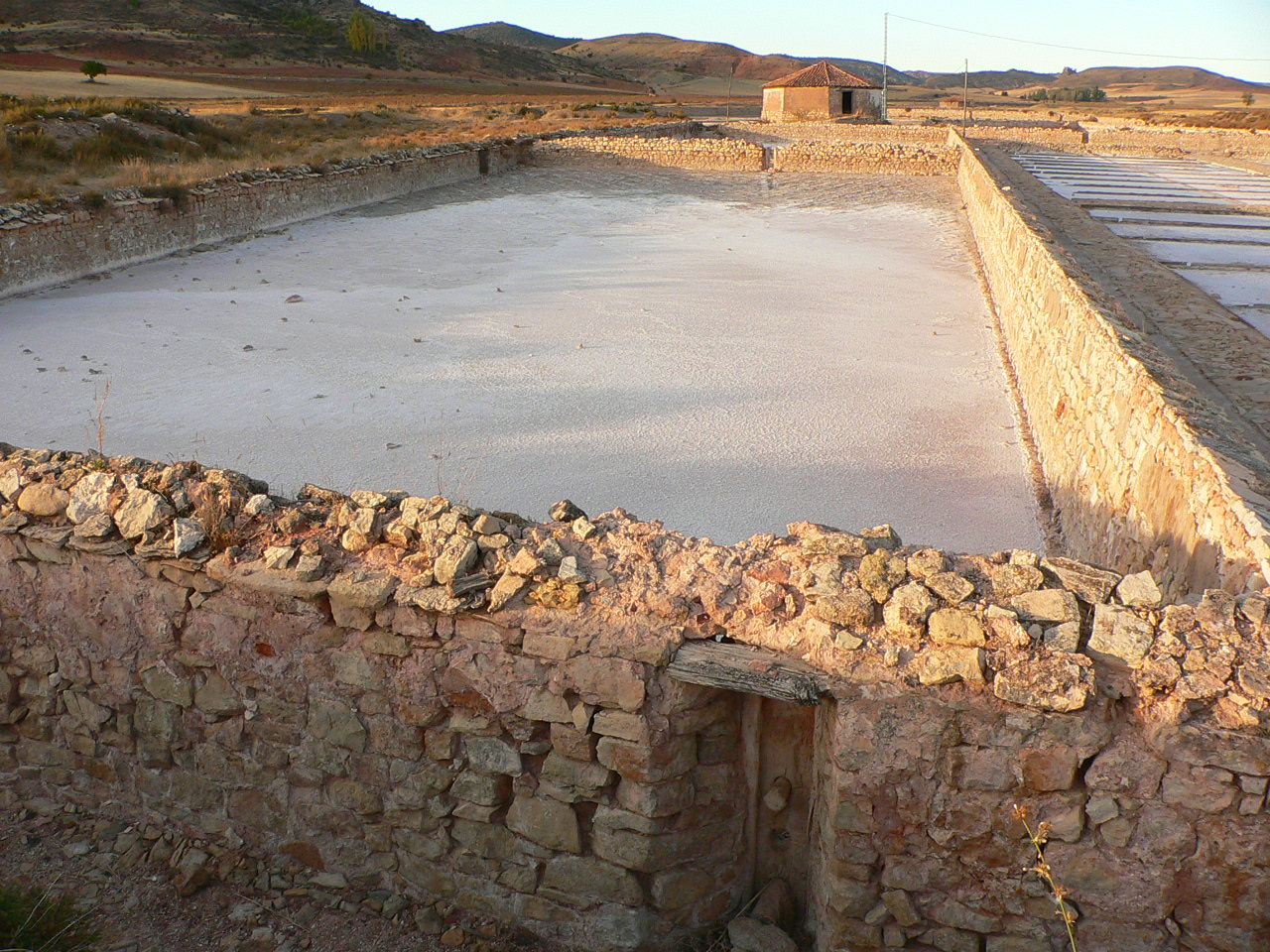
Vista de los saladares de Imón.

Las microrreservas son espacios naturales de pequeño tamaño que contienen hábitat raros, o bien conforman el hábitat de especies de fauna o flora amenazadas, siendo especialmente importante su protección estricta. Las microreservas pueden estar incluidas, bajo otras denominaciones más amplias.
| FIGURA        | NOMBRE ÁREA                            | SUPERFICIE PROVINCIA (ha) | SUPERFICIE TOTAL (ha) |
| ------------- | -------------------------------------- | ------------------------- | --------------------- |
| Microrreserva | Cueva de la Canaleja                   | 0,89                      | 0,89                  |
| Microrreserva | Cerros volcánicos de La Miñosa         | 97,04                     | 97,00                 |
| Microrreserva | Prados húmedos de Torremocha del Pinar | 22,40                     | 11,00                 |
| Microrreserva | Cerros Margosos de Pastrana y Yebra    | 68,46                     | 68,00                 |
| Microrreserva | Cueva de los Murciélagos               | 0,57                      | 0,57                  |
| Microrreserva | Saladares de la cuenca del río Salado  | 187,75                    | 187,76                |

### Parajes naturales
Se denominan parajes naturales a los espacios cuyas características no se correspondan con las asignadas, en los apartados anteriores, en los que, en razón de su interés ecológico, paisajístico o recreativo, sea preciso que se adopten medidas especiales de protección de sus recursos naturales, de forma compatible con las actividades tradicionales y del uso público no destructivo del medio natural.

#### Zonas sensibles
Las zonas sensibles engloban, las zonas de protección designadas en aplicación de la Directiva 79/409/CEE, (ZEPAS), los lugares designados por la Directiva 92/43/CEE, (LIC), las áreas críticas de conservación de especies amenazadas, las áreas forestales, destinadas a la protección de los recursos naturales, los refugios de fauna y pesca y los corredores biológicos y zonas de posible expansión de especies amenazadas.

##### Refugios de fauna y pesca

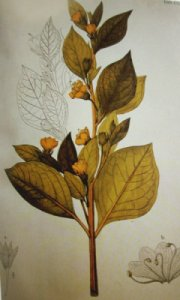
Atropa baetica (Belladona andaluza).

| FIGURA           | NOMBRE ÁREA          | SUPERFICIE PROVINCIA (ha) | SUPERFICIE TOTAL (ha) |
| ---------------- | -------------------- | ------------------------- | --------------------- |
| Refugio de Fauna | Embalse de Bolarque  | 276,29                    | 428,00                |
| Refugio de Fauna | Acequilla de Henares | 9,80                      | 10,00                 |
| Refugio de Pesca | Río Pelagallinas     | 3.268,77                  | 19.842,19 m           |

##### Áreas críticas
| FIGURA       | NOMBRE ÁREA                       | SUPERFICIE PROVINCIA (ha) | SUPERFICIE TOTAL (ha) |
| ------------ | --------------------------------- | ------------------------- | --------------------- |
| Área crítica | Atropa baetica                    | 1.079,78                  | 3.158,00              |
| Área crítica | Delphifinium fissum ssp. sordidum | 25,43                     | 25,00                 |
| Área crítica | Erodium paularense                | 97,00                     | 97,04                 |

##### Otras figuras de protección

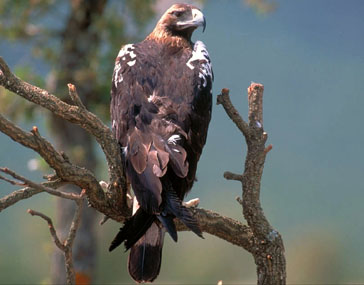
Águila imperial ibérica.

| FIGURAS             | NOMBRE ÁREA     | SUPERFICIE PROVINCIA (ha) | SUPERFICIE TOTAL (ha) |
| ------------------- | --------------- | ------------------------- | --------------------- |
| Zona de dispersión  | Águila Imperial | 84.030,24                 | 721.136,93            |
| Zona de importancia | Águila Imperial | 83.996,61                 | 2.639.102,25          |
| Zona de importancia | Buitre negro    | 83.996,61                 | 2.456.911,49          |
| Zona de importancia | Cigüeña negra   | 83.996,61                 | 1.348.743,69          |
| Zona de importancia | Lince ibérico   | 83.996,61                 | 1.436.669,54          |

#### Red NATURA 2000
La Red Natura 2000 es una red ecológica europea formada por las Zonas de Especial Conservación (ZEC) y por las Zonas de especial protección para las aves (ZEPA). Esta red de espacios coherentes se fundamenta en la política de conservación de la naturaleza de la Comisión Europea para todos los Estados miembros de la Unión Europea con la adopción de la Directiva 92/43/CEE del 21 de mayo de 1992 relativa a la Conservación de los Hábitats Naturales y de la Fauna y la Flora Silvestres, más conocida como Directiva Hábitats. Su fin es garantizar el mantenimiento o, en su caso, el restablecimiento, en un estado de conservación favorable, de los tipos de hábitats naturales y de hábitats de las especies de que se trate en su área de distribución natural. Para ello se persigue fomentar un uso sostenible de su medio y sus recursos con el fin de garantizar el espacio a generaciones venideras.
- Directiva de Aves 79/43/CEE, relativa a la conservación de las aves silvestres.
- Directiva de Hábitats 92/43/CEE, relativa a la Conservación de los hábitats naturales y de la fauna y flora silvestre.

##### Lugares de Importancia Comunitaria (LIC)

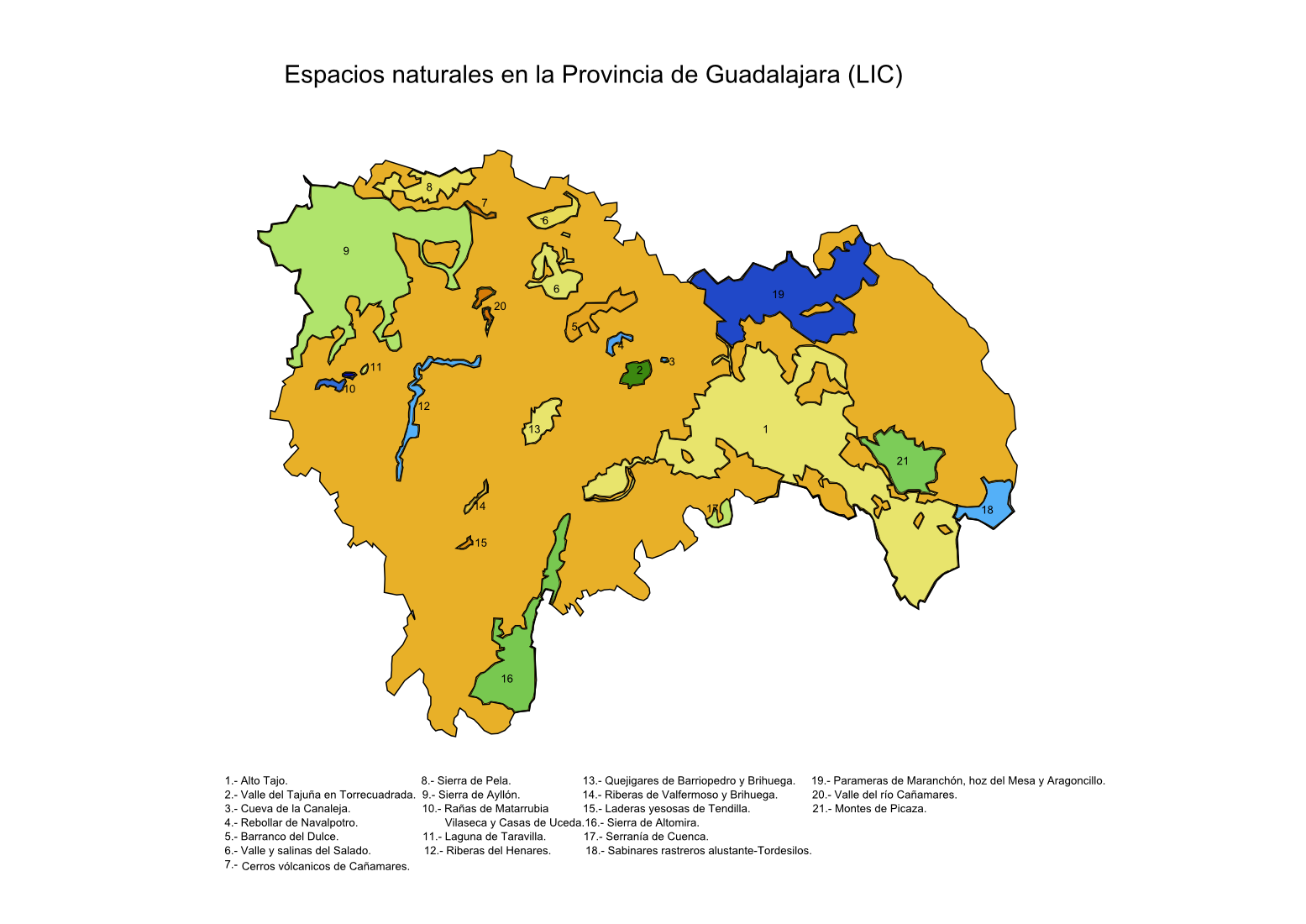
LIC de la provincia de Guadalajara.

Los Lugares de Importancia Comunitaria (LIC), de la provincia de Guadalajara, son todos aquellos ecosistemas protegidos con objeto de contribuir a garantizar la biodiversidad mediante la conservación de los hábitats naturales y de la fauna y flora silvestres en el territorio consideradas prioritarias por la directiva 92/43/CEE de los Estados miembros de la Unión Europea. Estos lugares, seleccionados por los diferentes países en función de un estudio científico, pasarán a formar parte de las Zonas de Especial Conservación, que se integrarán en la Red Natura 2000 europea.
| CÓDIGO    | NOMBRE                                            | SUPERFICIE PROVINCIA (ha) | SUPERFICIE TOTAL (ha) |
| --------- | ------------------------------------------------- | ------------------------- | --------------------- |
| ES0000164 | Sierra de Ayllón                                  | 91.141,55                 | 91.356,70             |
| ES0000165 | Valle y salinas del Salado                        | 11.577,54                 | 11.585,19             |
| ES4230014 | Serranía de Cuenca                                | 2.211,20                  | 185.318,00            |
| ES4240003 | Riberas del Henares                               | 1.249,79                  | 1.249,77              |
| ES4240004 | Rañas de Matarrubia, Villaseca y Casas de Uceda   | 1.315,85                  | 1.315,86              |
| ES4240005 | Lagunas de Puebla de Beleña                       | 210,07                    | 210,07                |
| ES4240007 | Sierra de Pela                                    | 11.952,28                 | 11.972,28             |
| ES4240008 | Cerros Volcánicos de Cañamares                    | 706,45                    | 707,00                |
| ES4240009 | Valle del Río Cañamares                           | 1.827,40                  | 1.827,39              |
| ES4240012 | Rebollar de Navalpotro                            | 1.059,82                  | 1.059,83              |
| ES4240013 | Cueva de la Canaleja                              | 162,92                    | 163,00                |
| ES4240014 | Quejigares de Barriopedro y Brihuega              | 4.380,31                  | 4.382,00              |
| ES4240015 | Valle del Tajuña en Torrecuadrada                 | 2.824,57                  | 2.825,00              |
| ES4240016 | Alto Tajo                                         | 129.193,16                | 140.068,00            |
| ES4240017 | Parameras de Maranchón, Hoz de Mesa y Aragoncillo | 49.283,50                 | 49.442,00             |
| ES4240018 | Sierra de Altomira                                | 17.482,01                 | 29.493,00             |
| ES4240019 | Laderas Yesosas de Tendilla                       | 258,98                    | 259,00                |
| ES4240020 | Montes de Picaza                                  | 15.102,94                 | 15.103,00             |
| ES4240021 | Riberas de Valfermoso de Tajuña y Brihuega        | 258,98                    | 259,00                |
| ES4240022 | Sabinares rastreros de Alustante-Tordesillos      | 7.322,51                  | 7.376,00              |
| ES4240023 | Lagunas y parameras del Señorío de Molina         | 6.163,33                  | 6.163,80              |
| ES4240024 | Sierra de Caldereros                              | 2.368,04                  | 2.368,04              |
| ES4240025 | Barranco del Río Dulce                            | 8.347,95                  | 8.347,95              |

##### Zonas de especial de protección para las aves (ZEPA)

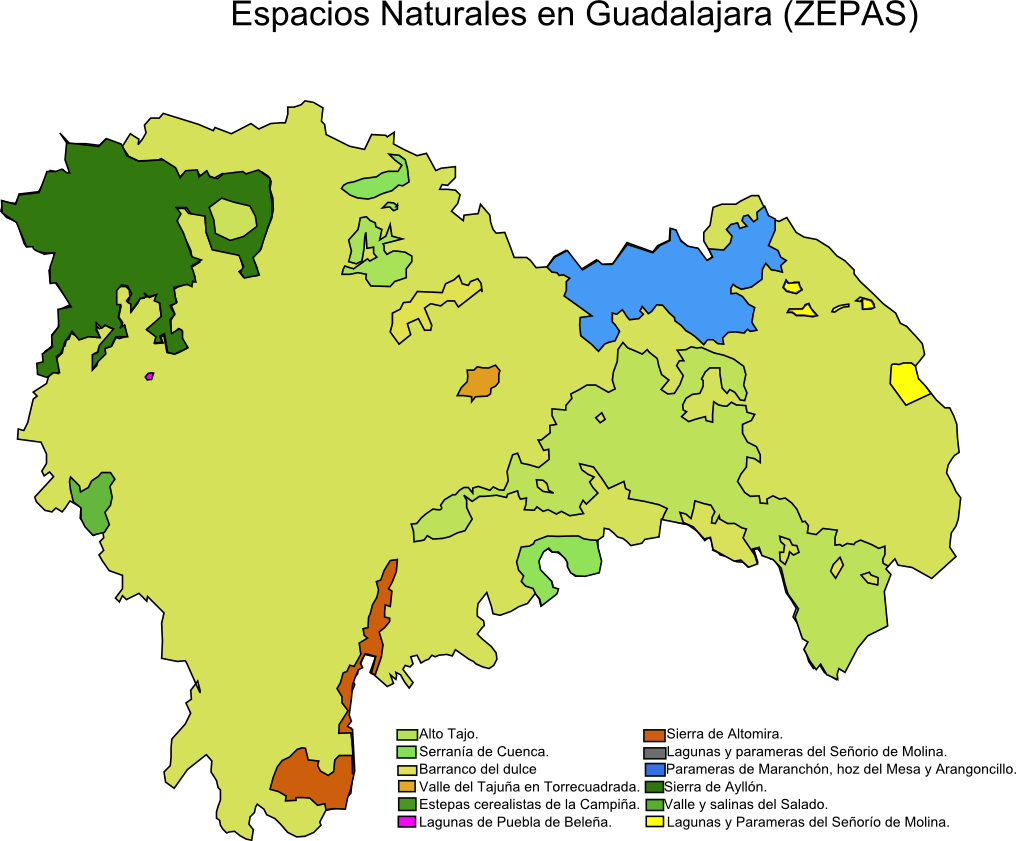
ZEPAS en la provincia de Guadalajara.

Las Zonas de especial protección para las aves (ZEPA), son catalogadas por los Estados miembros de la Unión Europea como zonas naturales de singular relevancia para la conservación de la avifauna amenazada de extinción, de acuerdo con lo establecido en la directiva comunitaria 79/409/CEE y modificaciones subsiguientes («Directiva de Aves» de la UE).
En las zonas de protección se prohíbe o limita la caza de aves, en sus fechas y sus técnicas; se regula la posible comercialización; y los estados están obligados a actuar para conservar las condiciones medioambientales requeridas para el descanso, reproducción y alimentación de las aves. La convención parte del reconocimiento de que las aves del territorio europeo son patrimonio común y han de ser protegidas a través de una gestión homogénea que conserve sus hábitats.
| CÓDIGO    | NOMBRE                                            | SUPERFICIE PROVINCIA (ha) | SUPERFICIE TOTAL (ha) |
| --------- | ------------------------------------------------- | ------------------------- | --------------------- |
| ES0000092 | Alto Tajo                                         | 181.403,83                | 191.254,51            |
| ES0000094 | Parameras de Maranchón, Hoz de Mesa y Aragoncillo | 46.299,75                 | 46.301,00             |
| ES0000162 | Serranía de Cuenca                                | 2.182,74                  | 192.461,04            |
| ES0000163 | Sierra de Altomira                                | 17.826,51                 | 29.831,42             |
| ES0000164 | Sierra de Ayllón                                  | 94.691,02                 | 94.686,40             |
| ES0000165 | Valle y salinas del Salado                        | 11.908,07                 | 11.909,38             |
| ES0000166 | Barranco del río Dulce                            | 8.349,82                  | 8.347,94              |
| ES0000167 | Estepas cerealistas de la Campiña                 | 2.494,84                  | 2.496,65              |
| ES0000392 | Valle del Tajuña en Torrecuadrada                 | 2.826,76                  | 2.827,47              |
| ES4240005 | Lagunas de Puebla de Beleña                       | 209,99                    | 210,07                |
| ES4240023 | Lagunas y parameras del Señorío de Molina         | 6.156,51                  | 6.163,80              |